# 위해 분석
위험 분석(Hazard Analysis)은 장치나 시스템의 의도하지 않은 동작으로 인해 발생할 수 있는 위험을 분석하고 평가하는 활동이다.

## 배경 및 목적
점점 복잡해지고 그 수 또한 증가하고 있는 자동차 전자 장비 시스템의 오작동으로 인해 발생할 수 있는 위험이나 안전하지 못한 상황을 분석하고 예방하기 위한 활동이다. ISO 26262 의 Part 3-7에서 언급하고 있으며 기능 안전 분석 활동 중 가장 중요한 활동 중 하나이다. ASIL 등급과 안전 목표 설정에 큰 영향을 미치는 만큼 전체 ISO 26262 프로세스의 진행 방향을 결정하는 작업이다.

## 분석 프로세스
위험분석의 단계는 다음과 같다.
1. 상황 분석과 위험 정의- 아이템에 영향을 줄 수 있는 모든 고려사항을 분석하여 발생 가능한 위험 상황이나 사건을 정의 하는 단계이다.
2. 위험 유형 분석- 아이템의 위험원으로부터 고려된 심각도(Severity), 발생도(Exposure), 통제정도(Controllability)를 결정하는 단계이다.
3. ASIL 등급과 안전 목표 결정- 발생할 수 있는 각 위험 상황/사건 마다 자동차 통합 안전 등급을 결정하고 그에 맞는 안전 목표를 설정하는 단계이다.

## 같이 보기
- 하인리히 법칙
- 행동기반안전(en:Behavior-based safety, BBS)
- 찰스 페로우
  - 정상사고
- 챌린저 우주왕복선 폭발 사고

## 기준서
- [ISO 26262 규격] “ISO 26262-3 Par 3. Concept phase”
- [MDS테크놀로지 세미나 자료] "ISO 26262 및 AUTORSAR 대응 SW 개발 방안 - Hazard 및 Risk 분석 방법과 총합 추적성 관리 기법"